# Jean Normant
Jean-Francois Normant (Angers, 29 gennaio 1936 – 9 giugno 2016) è stato un chimico francese.
Nel campo della chimica metallorganica è famoso per i "cuprati di Normant", reattivi di organo-rame di formula generale R2CuMgX.

## Vita
Jean Normant nacque ad Angers nel 1936. Suo padre Henri Normant (1907-1997) fu chimico organico e membro dell'Accademia francese delle scienze. Jean Normant studiò il liceo prima a Caen, poi a Lille e lo terminò infine a Parigi nel 1953. Affascinato dagli studi del padre, si iscrisse quindi alla École nationale supérieure de chimie de Paris, nota anche come ENSCP o Chimie ParisTech. Dal 1958 al 1963 lavorò alla sua tesi di dottorato dal titolo "Reazioni di Grignard con alogenuri organici, influenza di solventi polari aprotici e in particolare di esametilfosforammide" con la supervisione di Charles Prevost. Nel 1964 fu nominato professore assistente all'Università di Reims e nel 1969 diventò assistente alla Sorbona di Parigi. Nel 1973 a soli 37 anni fu nominato professore cattedratico all'Università Pierre e Marie Curie, dove continuò la sua attività fino al pensionamento (2000), e dove rimase in seguito come professore emerito.

## Ricerche
Jean Normant si è interessato dello sviluppo di nuovi composti organometallici e del loro utilizzo nella sintesi organica. In particolare ha studiato reazioni di carbometallazione utilizzando derivati di rame, litio e zinco su composti carbenoidi e fluorurati.

## Opere
Jean Normant ha pubblicato più di 360 articoli su riviste specialistiche. È inoltre autore, assieme a suo padre, del libro:
- (FR) Jean-François Normant e Henri Normant, Chimie organique, 2ª ed., Masson, 1968.

## Onorificenze e riconoscimenti
- Medaglia d'argento del Centre national de la recherche scientifique (1979)
- Premio dell'Accademia francese delle scienze (1979 e 1987)
- Grand Prix Achille Le Bel della Société chimique de France (1990)
- Membro dell'Accademia francese delle scienze (1993)